# Fusiturris undatiruga
Fusiturris undatiruga é uma espécie de gastrópode do gênero Fusiturris, pertencente a família Fusiturridae.